# Воздушные Силы флота Норвегии

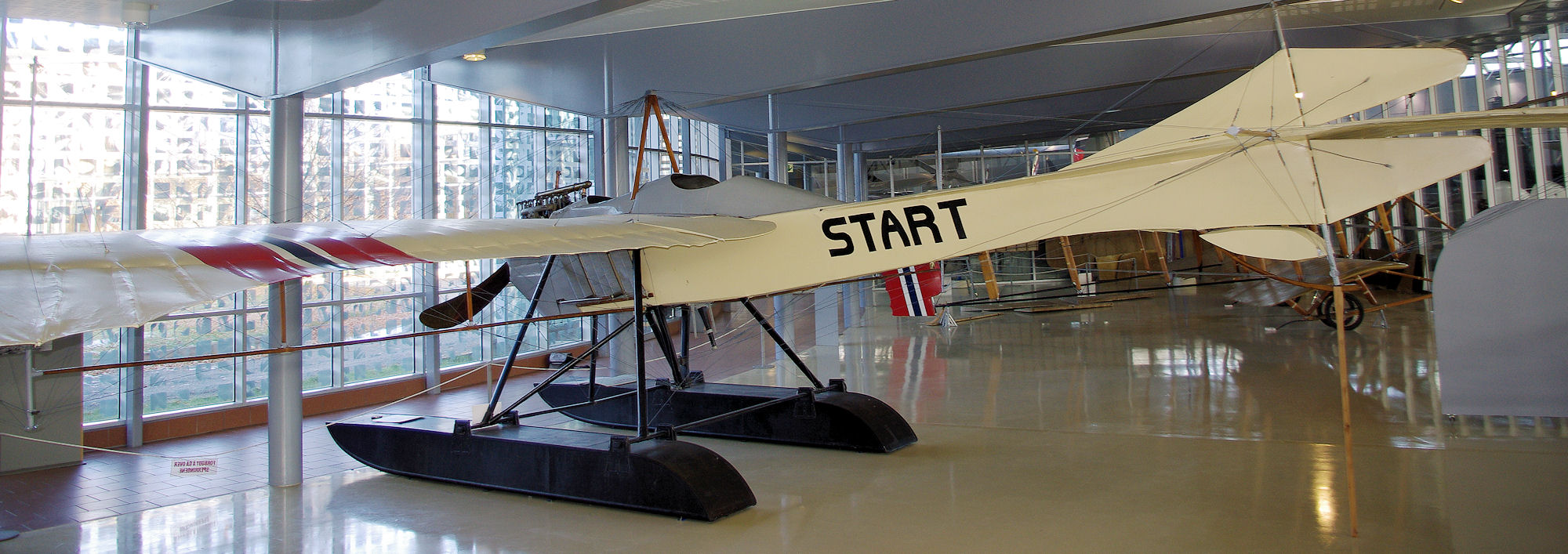
Первый самолёт Воздушных Сил флота, «Start», (Rumpler Taube, поставленный в 1912 году).

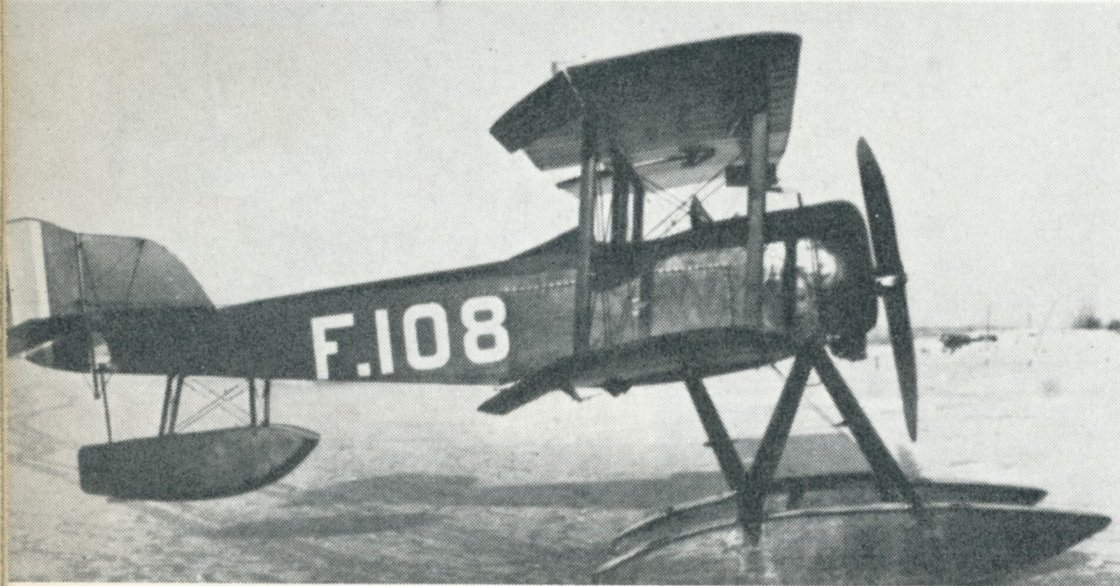
Sopwith Baby

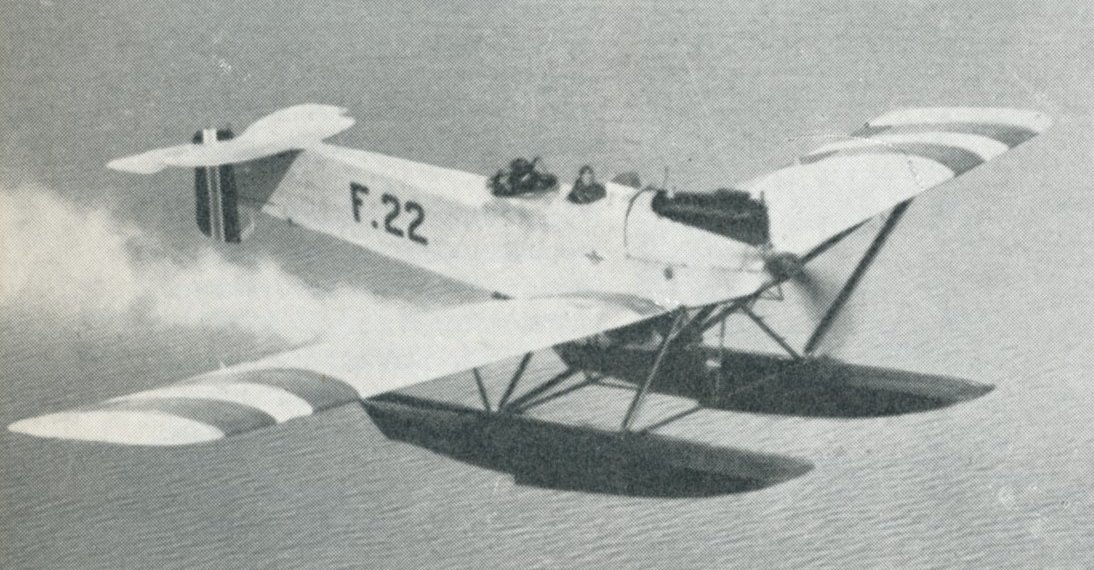
Hansa Brandenburg W.33

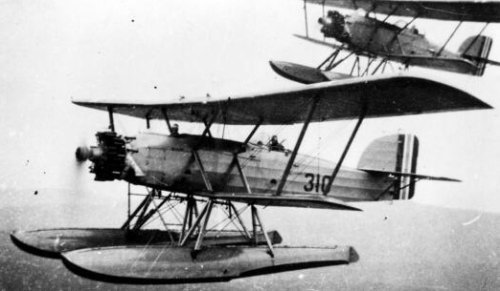
Marinens Flyvebaatfabrikk MF.11

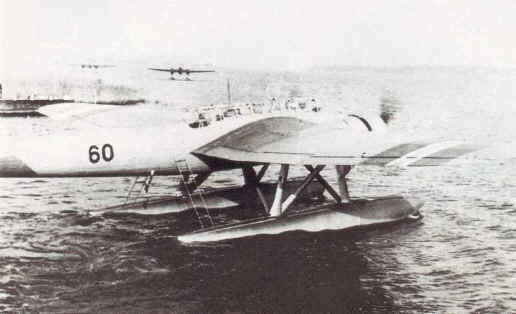
Норвежский He 115N (1939—1940 гг).

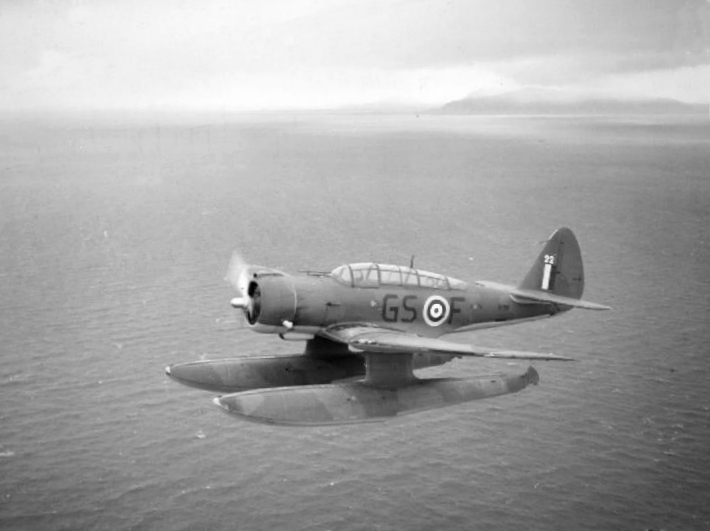
Торпедоносец Northrop N3P-B, 22 'GS-F', из 330-й (норвежской) эскадрильи RAF, базировавшейся в Акюрейри над северной Атлантикой, 1941 год.

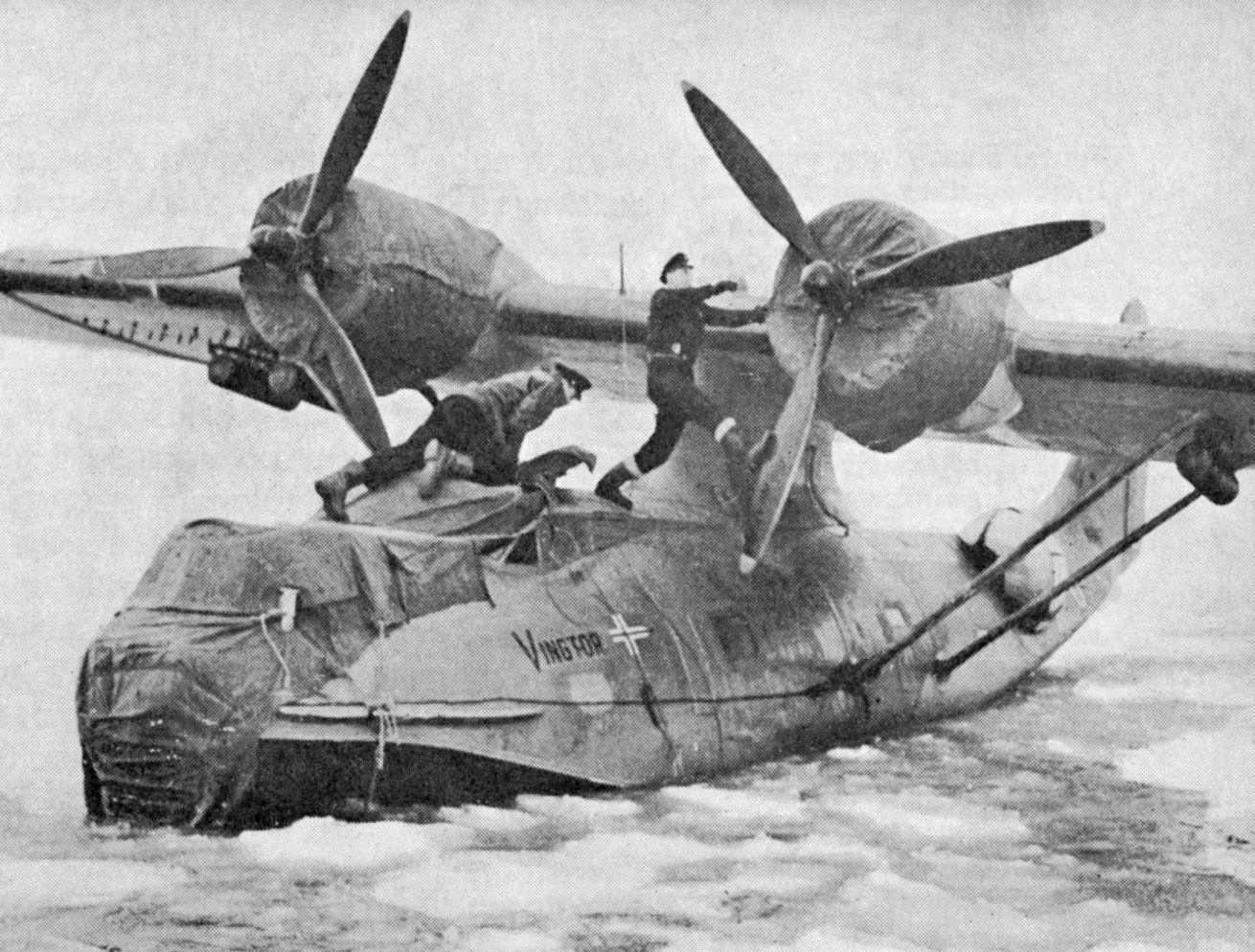
PBY-5 Catalina «Vingtor» 333-й эскадрильи.

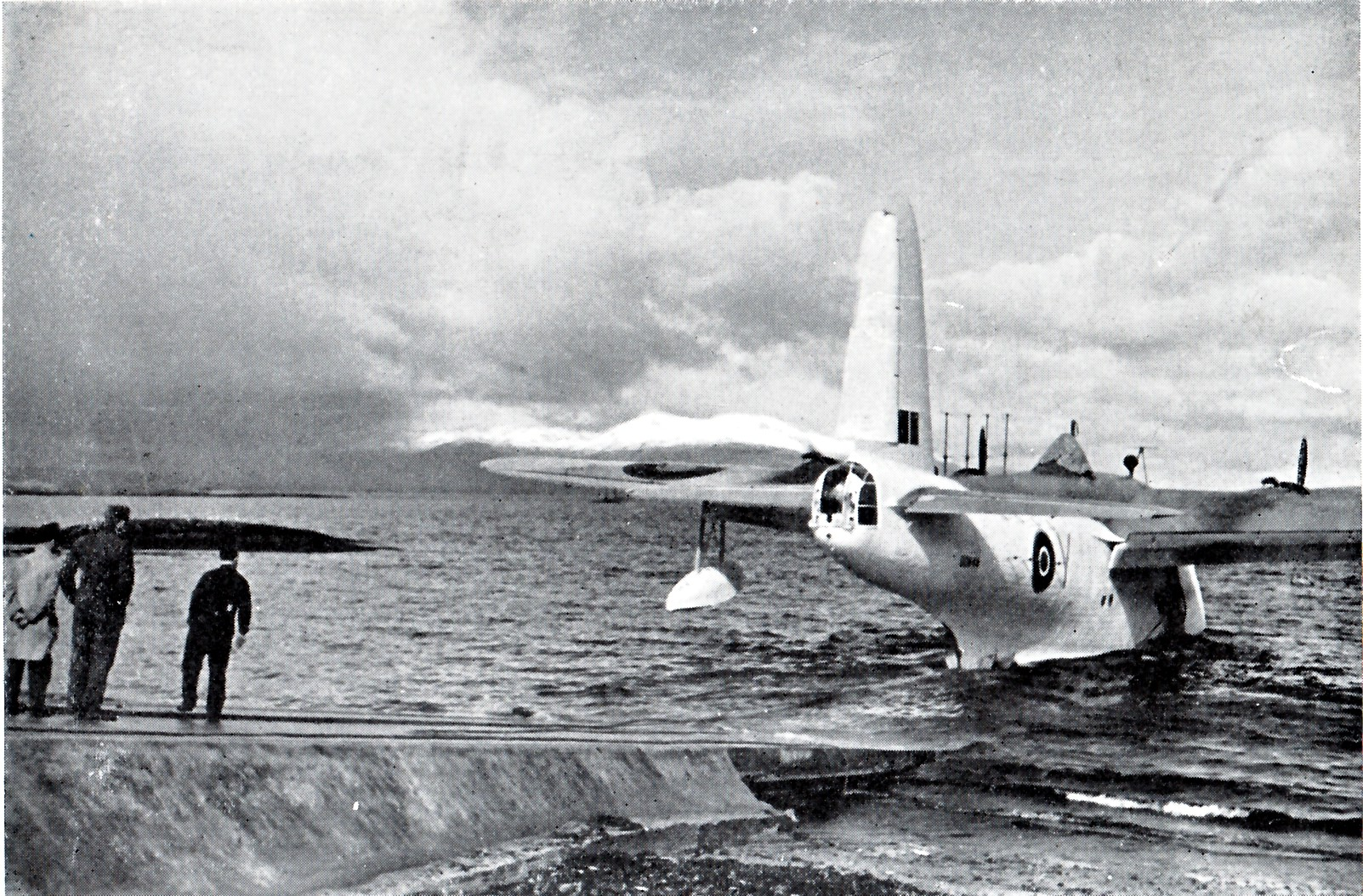
Short Sunderland 330-й эскадрильи

Воздушные Силы флота Норвегии (норв. Marinens flygevåpen, в некоторых источниках также Marinens flyvevesen) — отдельный род войск Вооружённых Сил Норвегии, существовавший с 1916 по 1944 год в составе Военно-морских сил. 10 ноября 1944 года были объединены с Воздушными Силами армии в Королевские военно-воздушные силы Норвегии.

## История
Начало Воздушным Силам флота было положено 1 июня 1912 года,, когда состоялся первый полёт аэроплана HNoMS Start, пилотируемого Хансом Донсом. Этому предшествовало газетная статья от 19 апреля, сообщавшая о намерении некоего шведского пилота пролететь над Моссом и Хортеном. В Хортене располагалась главная база Королевского военно-морского флота Норвегии и трое офицеров из экипажа подводной лодки Коббен, решив, что будет постыдно не опередить соперника в этом начинании, организовали сбор средств.
Позже в том же году были закуплены бипланы конструкции Мориса Фармана Njaal и Gange Rolf.
В 1915 г. на флоте создан собственный авиационный завод (соответственно, так и названный «Marinens flyvebaatfabrikk») и лётная школа. Основная лётная база была основана в Хортене. Другие авиабазы флота организованы в Кристиансанне (в 1918 году), Бергене (1919) и в Тромсё незадолго до вторжения в 1940 году.
В официальных документах Воздушные Силы именовались Marinens flyvevåben, но позже, с изменением орфографии, после 1 октября 1939 г. стали называться Marinens flygevåpen.

### Вторая мировая война

#### Норвежская кампания
По состоянию на 1940 году большая часть авиатехники норвежских Воздушных сил представляла собой устаревшие конструкции, поэтому 1100 боевых и транспортных и самолётов германского Люфтваффе, участвовавшие во вторжении, быстро завоевали господство в воздухе. Вооружённое сопротивление было прекращено 9 июня 1940 года, но некоторые норвежцы продолжили борьбу за границей. Лишь у авиации Флота дальность полёта была достаточной чтобы добраться от ещё не захваченных противником баз в Северной Норвегии до Британии.
Среди них были четыре из восьми гидросамолётов Heinkel He 115 (6 были куплены перед войной, а еще 2 захвачены у немцев), ещё один He 115 перелетел в Финляндию). Также в Финляндию отправились 3 морских разведчика M.F.11, 8 июня они приземлились на озере Салмиярви в Петсамо. Трофейный Arado Ar 196 с немецкого тяжёлого крейсера Адмирал Хиппер был отправлен в Великобританию для испытаний, но разбился при посадке.

#### Борьба в изгнании
Воздушные силы Армии и Флота находились в Великобритании под управлением Объединённого комитета начальников штабов. Норвежские экипажи действовали в составе британских Royal Air Force, как в полностью норвежских эскадрильях, так и в других частях. Первым авиационным подразделением в изгнании была 330-я эскадрилья оснащённая торпедоносцами Northrop. Она была создана осенью 1940 года и действовала из Акюрейри, Исландия, с июля следующего года. 28 января 1943 года она перебазировалась в шотландский Обан, где начала перевооружаться на летающие лодки Short Sunderland. Второй флотской эскадрильей была 333-я, созданная в 1943 году в Вудхейвене; её вооружение составляли гидросамолёты Catalina и истребители-бомбардировщики Mosquito. В начале войны норвежский персонал прошёл летную подготовку на аэродроме Торонто, располагавшемся на одноимённом острове. Преимущество этого места заключалось в том, что оно могло обеспечить как базовое обучение полётам, так и обучение лётчиков морской авиации. Хотя сам аэропорт находится в гавани на острове, персонал размещался в казармах на материке, в районе, который до сих пор известен как «Маленькая Норвегия» (Little Norway). 10 мая 1945 года из «Москито» была сформирована третья отдельная эскадрилья, получившая номер 334. Авиатехника, эксплуатационные и прочие расходы оплачивались норвежским правительством в изгнании.

## Королевские ВВС Норвегии
Воздушные силы Флота прекратили свое существование 10 ноября 1944 года, когда были созданы объединённые Королевские военно-воздушные силы Норвегии.
В память о подвигах эскадрилий Флота во время Второй мировой войны, Королевские ВВС Норвегии сохранили номера эскадрилий RAF. Таким образом, в Норвегии по-прежнему имеется 330-я и 333-я эскадрильи (пилоты которых сейчас летают на вертолётах Sea King и морских патрульных самолётах Orion, соответственно). 334-я эскадрилья была выведена из строя, по состоянию на 2007 год планировался её переход на многоцелевые вертолёты NH90.

## Техника и вооружение
| Тип                                                                                             | Количество | Период               | Примечания |
| Rumpler Taube                                                                                   | 1          | 1912-1922            | «Start», первый самолет ВМС, дар Х. Ф. Донса и комитета по сбору средств «Kobben». |
| Maurice Farman S.3 Longhorn                                                                     | 1          | 1914                 | первоначально подарен Роальдом Амундсеном Воздушным Силам армии (и был назван в честь него, «Roald Amundsen»), но позже был передан в аренду Флоту. |
| Marinens Flyvebaatfabrikk MF.1                                                                  | 6          | 1915-                | |
| Marinens Flyvebaatfabrikk MF.2                                                                  | 3          | 1916-1924            | |
| Marinens Flyvebaatfabrikk MF.3                                                                  | 4          | 1917-1924            | |
| Sopwith Baby                                                                                    | 18         | 1917-1931            | |
| Marinens Flyvebaatfabrikk MF.4                                                                  | 7          | 1918-                | В том числе два MF.1, переделанные в MF.4. |
| Marinens Flyvebaatfabrikk MF.5                                                                  | 8          | 1918-1926            | |
| Nielsen & Winther                                                                               | 1          | 1918                 | |
| Supermarine Channel I                                                                           | 5          | 1920-1923            | |
| Lübeck-Travemünde F.4                                                                           | 2          | 1920-1924            | Последний полет 1924 г., отправлены на слом в 1927 и 1930 гг, соответственно. |
| Marinens Flyvebaatfabrikk MF.6                                                                  | 2          | 1921-1927            | |
| Savoia S.13                                                                                     | 1          | 1921-1928            | Получен в дар |
| Hansa Brandenburg W.33                                                                          | 30         | 1922-1935            | |
| Marinens Flyvebaatfabrikk M.F.7                                                                 | 2          | 1923-1931            | |
| Marinens Flyvebaatfabrikk M.F.8                                                                 | 2 8B: 2    | 1924-1934 1930-1939* | |
| Douglas DT-2B/C                                                                                 | 8          | 1925-1940            | Один самолет поставлен компанией Douglas, остальные построены по лицензии на M.F. |
| Marinens Flyvebaatfabrikk M.F.9                                                                 | 15         | 1926-1932            | |
| Marinens Flyvebaatfabrikk M.F.10                                                                | 4          | 1929-1940            | |
| Marinens Flyvebaatfabrikk M.F.11                                                                | 29         | 1932-1940            | Летом 1940 года 3 самолёта ((F.310, F.336 и F.346)) интернированы в Финляндии и служили там до 1944 года |
| Breda Ba 28                                                                                     | 4          | 1936-1940            | 5 самолётов были заказаны в рамках торгового соглашения с Италией о поставках рыбы; один из них потерпел крушение в Италии (тяжело ранен пилот Финн Лютцов-Хольм) и не был заменен. |
| Marinens Flyvebaatfabrikk MF.12                                                                 | 1          | 1939                 | |
| Heinkel He 115A-2                                                                               | 6+2        | 1939-1943            | 6 самолётов получены в 1939 году (и заказаны ещё 6, которые не были поставлены до вторжения), кроме того 2 самолёта были захвачены у Люфтваффе после начала войны. 4 машины служили в британских Королевских ВВС и 1 в Финляндии. Последний из норвежских был сбит в Вудхейвене в 1943 году. |
| Junkers Ju 52                                                                                   | 1          | 1940                 | Hauken был нанят из DNL, использовался с января 1940 года до вторжения. |
| Arado Ar 196A                                                                                   | 1          | 1940                 | Интернирован в Кристиансанне 8 апреля 1940 г., на следующий день принят на вооружение Воздушных Сил флота. Разрушен при посадке в Глазго позже в апреле 1940 г. |
| Вторая мировая война: норвежские эскадрильи в британских Королевских ВВС и «Маленькая Норвегия» |            |                      | |
| Bristol Beaufighter Mk Ic                                                                       | 3          | 1943                 | Сдан в аренду 333-й эскадрилье из 235-й эскадрильи. |
| Airspeed Oxford I                                                                               | 2          |                      | |
| Northrop N-3PB                                                                                  | 24         |                      | 330-я эскадрилья RAF |
| Waco SRE                                                                                        |            |                      | учебный центр Little Norway |
| Stinson Reliant                                                                                 | 7          |                      | Little Norway |
| Noorduyn Norseman IV                                                                            | 1          |                      | Little Norway, арендовался на короткий срок |
| Consolidated Catalina Mk Ib, IIIA, IVa                                                          |            |                      | 333-я, 334-я эскадрильи RAF |
| Short Sunderland Mk III, V                                                                      |            |                      | 330-я эскадрилья RAF |
| de Havilland Mosquito F Mk II, FB Mk VI                                                         |            |                      | 333-я, 334-я эскадрильи RAF |

## Опознавательные знаки
| Опознавательный знак | Знак на фюзеляж | Знак на киль | Когда использовался | Порядок нанесения |
| -------------------- | --------------- | ------------ | ------------------- | ----------------- |
|                      | нет             |              | до 1940 года        |                   |
|                      |                 |              | 1940 — 1945         |                   |